# Agenzia Spaziale Statale dell'Ucraina
L'Agenzia Spaziale Statale dell'Ucraina (in ucraino Державне космічне агентство України, traslitterato: Derzhavne kosmichne ahentstvo Ukrayiny, sigla ДКАУ o DKAU; in inglese State Space Agency of Ukraine, sigla SSAU), nota precedentemente come Agenzia Spaziale Nazionale dell'Ucraina (in ucraino Національне космічне агентство України, traslitterato: Natsional'ne kosmichne ahentstvo Ukrayiny, sigla НКАУ o NKAU; in inglese National Space Agency of Ukraine, sigla NSAU) è l'agenzia responsabile in Ucraina del programma spaziale nazionale.
La SSAU è una struttura civile che coordina le installazioni governative, la ricerca e le industrie (in buona parte statali). Molti istituti che si occupano dell'ambito spaziale sono sotto il controllo diretto della SSAU. Tuttavia non è un sistema centralizzato e unitario che partecipa a tutte le componenti del processo spaziale (come la NASA per esempio). Inoltre è assente una componente militare.
L'agenzia si occupa di programmi con lanciatori e satelliti artificiali grazie a delle cooperazioni con l'Agenzia spaziale russa, l'Agenzia Spaziale Europea, la NASA e con soggetti commerciali. Le partecipazioni internazionali includono lanci con piattaforme in mare e il sistema di posizionamento Galileo.
I lanci si svolgono nel cosmodromo di Bajkonur in Kazakistan, nel cosmodromo di Pleseck e su piattaforme in mare. L'agenzia ha una base di controllo orbitale a Eupatoria in Crimea.
I velivoli spaziali includono i satelliti di osservazione terrestre Sich e Okean e l'osservatorio solare Coronas in collaborazione con la Russia. L'Agenzia spaziale ucraina ha fornito alla Russia lanciatori e satelliti militari, una collaborazione unica al mondo per un settore così strategico come quello della difesa.
L'Agenzia ucraina e la NASA stanno per firmare un accordo per il lancio di una missione senza equipaggio sulla Luna utilizzando un lanciatore Dnepr nel 2006 o 2007